# رولف ديتر برينكمان
رولف ديتر برينكمان (بالألمانية: Rolf Dieter Brinkmann)‏ هو مترجم وكاتب وشاعر ألماني، ولد في 16 أبريل 1940 في فشتا في ألمانيا، وتوفي في 23 أبريل 1975 في لندن في المملكة المتحدة بسبب حادث مرور.

## وصلات خارجية
- رولف ديتر برينكمان على موقع IMDb (الإنجليزية)
- رولف ديتر برينكمان على موقع مونزينجر (الألمانية)
- رولف ديتر برينكمان على موقع ديسكوغز (الإنجليزية)